# سیارک ۲۶۵۳۷
سیارک ۲۶۵۳۷ (به انگلیسی: 26537 Shyamalbuch، نامگذاری:2000DA5)۲۶۵۳۷مین سیارک کشف شده‌است که در ۲۸ فوریه ۲۰۰۰ کشف شد.